# Enfants verts de Woolpit

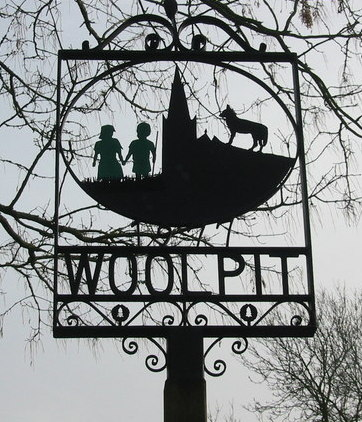
Le panneau à l'entrée du village de Woolpit fait allusion à la légende des enfants verts.

Les enfants verts de Woolpit sont deux enfants à la peau verte qui seraient apparus dans le village anglais de Woolpit au XIIe siècle.
Frère et sœur, les enfants verts sont d'apparence normale, en dehors de leur couleur de peau, mais ils s'expriment dans une langue inconnue et refusent de manger autre chose que des fèves. Au fil du temps, ils apprennent à se nourrir d'autres aliments et perdent leur couleur verte, mais le garçon, malade, meurt peu après le baptême des enfants. La fille s'adapte à sa nouvelle vie, mais son comportement continue à présenter des signes inhabituels.
Cette histoire n'est mentionnée que dans deux sources médiévales : l’Historia rerum Anglicarum de William de Newburgh et la Chronicum Anglicanum de Raoul de Coggeshall. Elle constitue peut-être un compte rendu confus d'un événement ayant réellement eu lieu, mais il est également possible qu'il ne s'agisse que d'une légende populaire décrivant une rencontre imaginaire avec des créatures souterraines ou extraterrestres. Le poète et critique Herbert Read s'en inspire en 1934 pour son unique roman, The Green Child. L'auteur polonaise Olga Tokarczuk, prix Nobel de Littérature 2018, reprend l'épisode dans son œuvre Les enfants verts ou le récit de singuliers événements survenus en Volhynie, consignés par William Davisson, médecin de sa Majesté le roi Jean II Casimir, publiée en français en 2016.

## Sources
Le village de Woolpit est situé dans le comté du Suffolk, à environ 11 km à l'est de la ville de Bury St Edmunds. Durant l'époque médiévale, il relève de l'abbaye de Bury St Edmunds, et se situe au cœur d'une des régions les plus peuplées de l'Angleterre rurale.
L'histoire des enfants verts est rapportée par deux auteurs médiévaux, Raoul de Coggeshall (mort vers 1226) et William de Newburgh (mort vers 1198). Raoul est l'abbé du monastère cistercien de Coggeshall, à une quarantaine de kilomètres au sud de Woolpit, tandis que William est le chanoine du prieuré de Newburgh (en), dans le Yorkshire, loin au nord. Leurs récits présentent quelques différences de détail. Dans son Historia rerum Anglicarum (vers 1189), William indique s'être appuyé sur « des récits provenant de plusieurs sources fiables » pour sa version des faits ; le récit de Raoul, qui apparaît dans sa Chronicum Anglicanum (années 1220), comprend des informations rapportées par Sir Richard de Calne (ou Caine) of Wykes (mort avant ou en 1188), qui aurait donné refuge aux enfants dans son manoir, situé à 10 km au nord de Woolpit.

## Histoire
Un jour de la saison des moissons, sous le règne du roi Étienne (1135-1154) selon William de Newburgh, les villageois de Woolpit découvrent deux enfants, un frère et sa sœur, près d'un des pièges à loups qui ont donné son nom au village. Ils ont la peau verte, portent des habits étranges et s'expriment dans une langue inconnue. Raoul indique que les enfants sont conduits chez Richard de Calne. Les deux récits s'accordent à dire que les enfants refusent toute nourriture pendant plusieurs jours jusqu'à ce qu'ils trouvent des fèves crues, qu'ils dévorent goulûment. Ils apprennent peu à peu à se nourrir normalement, et finissent par perdre leur couleur verte. Le garçon, apparemment le plus jeune des deux, tombe malade et meurt peu après son baptême et celui de sa sœur.
Après avoir appris l'anglais, les enfants (ou seulement la fille, d'après Raoul) expliquent qu'ils viennent d'un pays où le soleil ne brille pas et où règne une lumière crépusculaire. William indique que les enfants l'appellent « le pays de saint Martin » où « la terre de saint Martin » (St Martin's Land), et Raoul précise que tout y est de couleur verte. D'après William, les enfants ne peuvent expliquer leur arrivée à Woolpit : ils surveillaient le bétail de leur père lorsqu'ils entendirent un puissant bruit (celui des cloches de Bury St Edmunds pour William) et se retrouvèrent subitement près du piège à loups où ils furent découverts. Selon Raoul, les enfants se perdirent en suivant leur bétail dans une caverne, et émergèrent dans notre monde en suivant le son des cloches.
Raoul indique que la fille, baptisée Agnès, entre au service de la maisonnée de Richard de Calne, où son comportement est considéré comme « fort licencieux et impudent » (« very wanton and impudent »). Elle épouse un homme de King's Lynn, à une soixantaine de kilomètres de Woolpit. Après avoir effectué des recherches sur l'histoire familiale de Richard de Calne, l'écrivain Duncan Lunan (en) affirme que la fille a été baptisée du nom d'Agnès et qu'elle a épousé le fonctionnaire royal Richard Barre (en).

## Explications
Il existe deux grandes approches quant à la solution du mystère des enfants verts. Pour certains, c'est un conte populaire typique qui décrit une rencontre imaginaire avec les habitants d'un « autre monde féerique ». Pour d'autres, il s'agit du récit d'un événement réel, bien qu'il soit impossible de dire s'il est effectivement dû aux enfants ou s'il s'agit de l'invention d'un adulte. Après avoir étudié des récits d'enfants et de serviteurs ayant fui leurs maîtres, Charles Oman estime que l'histoire des enfants verts « cache visiblement quelque mystère, une histoire de sédation et d'enlèvement ».

### Un conte populaire?
Plusieurs chercheurs, dont Charles Oman, soulignent qu'un élément de l'histoire des enfants se retrouve dans plusieurs histoires : le passage dans un autre monde à travers une caverne. Un récit semblable est rapporté par Giraud de Barri : après s'être enfui de chez son maître, un garçon « rencontra deux pygmées qui le conduisirent à travers un passage souterrain jusqu'à un beau pays de champs et de rivières, mais que la lumière du soleil n'éclairait pas ». Néanmoins, l'histoire en elle-même est plutôt rare : elle est la seule représentante de la catégorie F103.1 « des habitants d'un monde inférieur se rendent chez les mortels et restent vivre avec eux » dans la classification des contes merveilleux anglais et nord-américains établie par E. W. Baughman. Martin Walsh s'intéresse particulièrement aux références à saint Martin. Selon lui, l'histoire des enfants verts prouve que la fête de la Saint-Martin provient du passé aborigène de l'Angleterre, dont ce récit constituerait « la dernière strate ». E. S. Alderson suggère un lien avec la mythologie celtique dans Notes and Queries : « Les esprits « verts » sont « purs » dans la tradition et la littérature celtiques […] ce n'est peut-être pas une coïncidence si la fille verte épouse un « homme de [Kings] Lynn ». Ici, le [terme celtique] original serait lein, maléfique ; autrement dit, la fée pure épouse l'enfant pécheur de la terre. »
Jeffrey Jerome Cohen propose de voir dans les enfants verts un souvenir du passé de l'Angleterre, de la conquête des Bretons insulaires par les Anglo-Saxons, eux-mêmes submergés par la conquête normande. Ce n'est qu'avec réticence que William de Newburgh relate leur histoire dans sa description d'une Angleterre en grande partie unifiée, où tous les peuples sont assimilés (les Normands) ou repoussés aux frontières (les Gallois, les Scots, les Pictes). Cohen contraste sa vision avec celle de l’Historia regum Britanniae de Geoffroy de Monmouth, qui mentionne des rois et royaumes aux identités raciales variées et que William considère remplie de « mensonges éhontés et sans limites ». Les enfants verts représentent donc une double intrusion dans l'Angleterre unie de William : ils rappellent les différences raciales et culturelles entre Normands et Anglo-Saxons d'une part, et incarnent également les premiers habitants des îles britanniques, Gallois, Irlandais et Scots « anglicisés de force ». Ainsi, « les Enfants verts font resurgir une histoire que William n'avait pu relater, une histoire dans laquelle la domination anglaise cesse d'être une conclusion inévitable pour devenir une hypothèse incertaine ». Le garçon, en particulier, représente « un monde adjacent, impossible à annexer […] une altérité qui périt pour mieux survivre ».

### Des extraterrestres?
D'autres hypothèses font des enfants des extraterrestres, ou des habitants d'un monde souterrain. Un article de Duncan Lunan (en) paru en 1996 dans le magazine Analog avance l'idée qu'ils auraient été accidentellement envoyés à Woolpit à la suite du dysfonctionnement d'un « transmetteur de matière » sur leur planète d'origine. Celle-ci pourrait être piégée dans une rotation synchrone autour de son soleil, rendant la vie impossible ailleurs que sur une mince bande entre la surface constamment exposée au soleil et celle constamment dans l'ombre, expliquant la lumière crépusculaire évoquée par les enfants. Leur couleur de peau serait alors due à la consommation de plantes extra-terrestres génétiquement modifiées.
En 1970, Jacques Bergier rapporte également cette histoire dans son livre "Les extra-terrestres dans l'Histoire", mais en plaçant cette histoire en Espagne, près du village de Banjos, et en la datant d'août 1887 (Ed. J'ai lu. Chap. 9. "Les enfants verts". Pages 156-157).
Lunan n'est pas le premier à avoir eu cette idée. Dès 1621, Robert Burton suggère que les enfants verts auraient pu « tomber des Cieux » dans son Anatomie de la mélancolie. L'évêque et historien Francis Godwin semble s'être inspiré de Burton pour son roman fantastique The Man in the Moone, paru à titre posthume en 1638.

### Un événement réel?

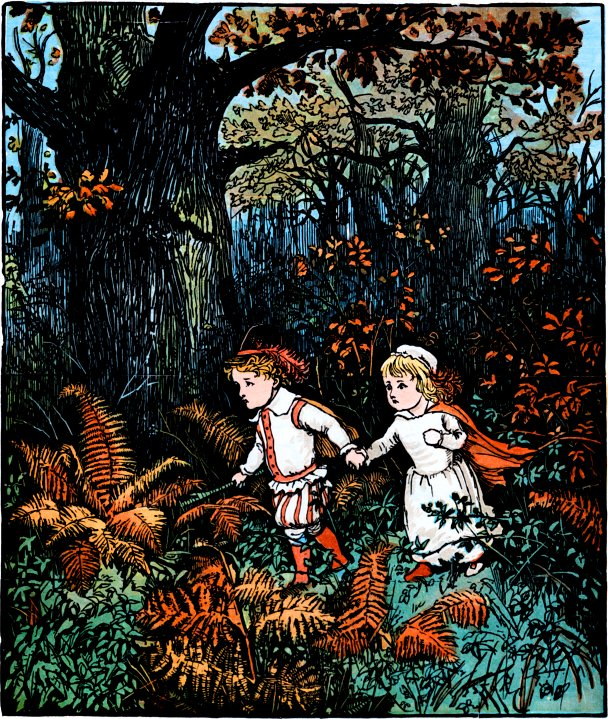
Illustration de la légende des enfants verts de Woolpit par Randolph Caldecott, 1879.

Le XIIe siècle voit l'arrivée de nombreux immigrants flamands en Angleterre. Ils commencent à être persécutés après l'avènement de Henri II, en 1154, et de nombreux mercenaires flamands qui participaient à la révolte de 1173-1174 sont massacrés par les troupes loyales au roi à la bataille de Fornham en octobre 1173. Paul Harris propose que les parents des enfants verts aient été des Flamands de Fornham St Martin, un village au nord de Bury St Edmunds abritant une communauté de fouleurs d'origine flamande. Après la mort de leurs parents lors d'une émeute, les enfants auraient pu s'enfuir jusqu'à Woolpit. Désorientés, vêtus à la flamande, ces enfants auraient constitué un spectacle pour le moins étonnant aux yeux des villageois. Pour Brian Haughton, l'hypothèse de Harris est plausible, mais bien que communément répandue, elle n'est pas sans points faibles. Ainsi, il souligne qu'un individu éduqué comme Richard de Calne aurait certainement reconnu du flamand dans la langue étrange parlée par les deux enfants.
L'historien Derek Brewer propose une explication encore plus prosaïque :

« Le fond de l'histoire est probablement le suivant : ces deux très jeunes enfants, qui surveillaient ou suivaient un troupeau, s'éloignèrent trop de leur village dans les bois, parlaient peu, et (pour le dire en termes modernes) ne connaissaient pas l'adresse de leurs parents. Ils souffraient probablement de chlorose, une maladie liée à des carences alimentaires qui donne à la peau une teinte verdâtre, d'où son nom de « maladie verte ». Une meilleure alimentation permet de la faire disparaître. »

## Postérité
Dans son ouvrage English Prose Style (1931), le poète et critique anarchiste britannique Herbert Read décrit l'histoire des enfants verts comme « la norme à laquelle devraient se conformer toutes les sortes de fantasy ». Elle lui inspire son unique roman, The Green Child, écrit en 1934. En 1994, Kevin Crossley-Holland réinterprète l'histoire du point de vue de la petite fille. Quelques années plus tôt, en 1989, Crossley-Holland avait déjà écrit le livret de l'opéra de Nicola LeFanu The Green Children. Le poète britannique Glyn Maxwell a écrit une pièce de théâtre inspirée de l'histoire des enfants verts, Wolfpit, qui a connu une représentation à New York en 2002.
En 1965, l'écrivain John Macklin relate dans son livre Strange Destinies l'histoire de deux enfants verts arrivés dans le village espagnol de Banjos en 1887. De nombreux éléments renvoient à l'histoire des enfants de Woolpit, et dans la mesure où il n'existe pas de village du nom de Banjos en Espagne, il semble que le récit de Macklin ne soit qu'une autre réinterprétation fictive de l'histoire originale,. C'est cette version que reprendra Jacques Bergier en 1970 (voir ci-dessus).
La même réflexion peut être faite à propos du récit philosophique « Les enfants verts ou le récit de singuliers événements survenus en Volhynie, consignés par William Davisson, médecin de sa Majesté le roi Jean II Casimir » d'Olga Tokarczuk, Prix Nobel de Littérature 2018 (prix décerné en 2019), œuvre publiée sous le titre « Zielone dzieci » en Pologne.